# Torre del Garriga
La Torre del Garriga o Torre de Bràfim és una obra medieval de Bràfim (Alt Camp) declarada bé cultural d'interès nacional.

## Descripció
Recinte quadrangular envoltat per un mur d'on sobresurt una torre semicircular. En un dels angles s'alça una torre quadrada de 4x4 metres i 15 metres d'alçada. A la llinda de pedra hi ha inscrita la data 1877. Hi ha un mirador al cim amb barana, gàrgoles de tub de pedra i penell de ferro forjat. El parament és de maçoneria arrebossada amb morter de calç.